# Catocala diantha
Catocala diantha är en fjärilsart som beskrevs av William Beutenmüller 1907. Catocala diantha ingår i släktet Catocala och familjen nattflyn. Inga underarter finns listade i Catalogue of Life.